# Фантастический театр
Фантастический театр — театральный зал под открытым небом в Москве, работавший в саду «Эрмитаж» на Божедомке в 1880-х годах.

## История

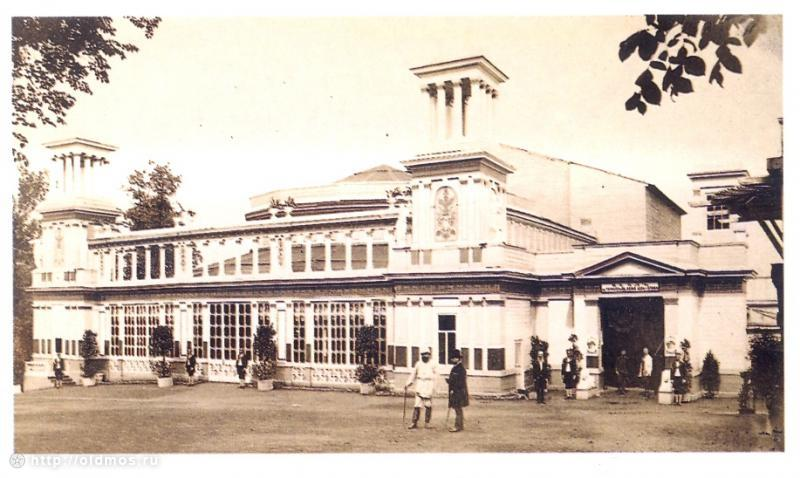
Театр «Антей», 1888

История Фантастического театра связана с именем актёра и антрепренёра М. В. Лентовского.
В 1878 году Лентовский арендовал (ныне не существующий) сад «Эрмитаж» на Божедомке и 1 июля 1882 года открыл в нём Фантастический театр, открытие театра было приурочено к Всероссийской художественно-промышленной выставке 1882 года. На открытие пришло более 5000 человек.
В театре в течение четырёх лет ставились феерии и водевили. В дождливое лето театр посещался плохо; оформление театра под открытым небом из-за дождя и снега стало разрушаться, и Лентовский поручил Шехтелю перестроить театр в закрытый. Уже к сезону 1886 года на месте Фантастического театра возникло здание театра «Антей» в помпейском стиле.

## Здание театра

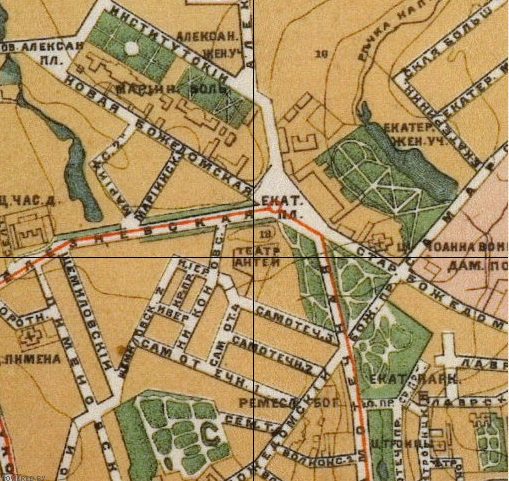
Театр «Антей» на месте Фантастического театра в саду Эрмитаж на карте 1907 года (в центре)

По мнению режиссёра С. А. Попова, замысел театра родился из спектаклей под открытым небом в Нескучном саду в «воздушном театре» с участием Мочалова и Щепкина.
Театр — открытый амфитеатр в виде руин — располагался на склоне с «правой» стороны сада. Проект театра стал одним из первых больших проектов Ф. О. Шехтеля, надзор производился декоратором императорских театров А. Ф. Гельцером.
Сам Лентовский описывал идею театра так:

Неизвестное семейство приехало летом в имение, расположенное вблизи развалин замка. Молодые люди отправляются гулять и осматривают замок. Одна из частей его удивительно напоминает театр: большой полукруглый амфитеатр, обставленный высокими каменными глыбами, по которым ползет и вьется зелень. Сцена так же задрапирована растительностью".

## Другие значения
- Фантастическим театром называлась театральная труппа, выступавшая в 1980-х годах в Московском планетарии со спектаклями по сюжетам из произведений писателей-фантастов.